# Élections législatives de 2022 dans la Manche
Les élections législatives françaises de 2022 se déroulent les 12 et 19 juin 2022. Dans la Manche, quatre députés sont à élire dans le cadre de quatre circonscriptions.

## Contexte

### Élections législatives de 2017
Les élections législatives de 2017 voient La République en marche remporter trois des quatre sièges à pourvoir dans le département avec un score de 55,21 % des voix au second tour, Les Républicains, avec 34,28 % des voix, perdent un de leurs deux sièges, tandis que le Parti socialiste avec 4,12 % des voix perd l'intégralité de ses sièges dans le département.

### Élection présidentielle de 2022
| Circonscription | 1er tour | 1er tour | 1er tour  |        | 2d tour | 2d tour |
| Circonscription | Macron   | Le Pen   | Mélenchon | Macron | Le Pen  |         |
| --------------- | -------- | -------- | --------- | ------ | ------- | ------- |
| Circonscription |          |          |           |        |         |         |
| 1re             | 33,35 %  | 26,56 %  | 14,79 %   | 58,2 % | 41,8 %  |         |
| 2e              | 35,25 %  | 23,12 %  | 15,14 %   | 62 %   | 38 %    |         |
| 3e              | 31,9 %   | 25,58 %  | 15,87 %   | 57,9 % | 42,1 %  |         |
| 4e              | 29,59 %  | 22,69 %  | 20,62 %   | 60,6 % | 39,4 %  |         |

### Section de Pont-Farcy
Pourtant intégré à la commune nouvelle de Tessy-Bocage depuis 2018, le bureau de vote de Pont-Farcy sera encore rattaché à la Sixième circonscription du Calvados ; en effet, même si les limites départementales Manche/Calvados ont bien été changées par décret, il n'y a pas eu de décret pour modifier la définition des limites des circonscriptions régie par l'ordonnance no 2009-935 du 29 juillet 2009.

## Système électoral
Les élections législatives ont lieu au scrutin uninominal majoritaire à deux tours dans des circonscriptions uninominales.
Est élu au premier tour le candidat qui réunit la majorité absolue des suffrages exprimés et un nombre de voix au moins égal au quart (25 %) des électeurs inscrits dans la circonscription. Si aucun des candidats ne satisfait ces conditions, un second tour est organisé entre les candidats ayant réuni un nombre de voix au moins égal à un huitième des inscrits (12,5 %) ; les deux candidats arrivés en tête du premier tour se maintiennent néanmoins par défaut si un seul ou aucun d'entre eux n'a atteint ce seuil. Au second tour, le candidat arrivé en tête est déclaré élu.
Le seuil de qualification basé sur un pourcentage du total des inscrits et non des suffrages exprimés rend plus difficile l'accès au second tour lorsque l'abstention est élevée. Le système permet en revanche l'accès au second tour de plus de deux candidats si plusieurs d'entre eux franchissent le seuil de 12,5 % des inscrits. Les candidats en lice au second tour peuvent ainsi être trois, un cas de figure appelé « triangulaire ». Les second tours où s'affrontent quatre candidats, appelés « quadrangulaire » sont également possibles, mais beaucoup plus rares.

### Partis et nuances
Les résultats des élections sont publiés en France par le ministère de l'Intérieur, qui classe les partis en leur attribuant des nuances politiques. Ces dernières sont décidées par les préfets, qui les attribuent indifféremment de l'étiquette politique déclarée par les candidats, qui peut être celle d'un parti ou une candidature sans étiquette.
En 2022, seules les coalitions Ensemble (ENS) et Nouvelle Union populaire écologique et sociale (NUP), ainsi que le Parti radical de gauche (RDG), l'Union des démocrates et indépendants (UDI), Les Républicains (LR), le Rassemblement national (RN) et Reconquête (REC) se voient attribuer  une nuance propre,,.
Tous les autres partis se voient attribuer l'une ou l'autre des nuances suivantes : DXG (divers extrême gauche), DVG (divers gauche), ECO (écologiste), REG (régionaliste), DVC (divers centre), DVD (divers droite), DSV (droite souverainiste) et DXD (divers extrême droite). Des partis comme Debout la France ou Lutte ouvrière ne disposent ainsi pas de nuance propre, et leurs résultats nationaux ne sont pas publiés séparément par le ministère, car mélangés avec d'autres partis (respectivement dans les nuances DSV et DXG),.

## Résultats

### Élus
| Circonscription | Député sortant    | Parti | Parti      | Groupe | Député élu ou réélu | Parti | Parti      | Groupe |
| --------------- | ----------------- | ----- | ---------- | ------ | ------------------- | ----- | ---------- | ------ |
| 1re             | Philippe Gosselin |       | LR         | LR     | Philippe Gosselin   |       | LR         | LR     |
| 2e              | Bertrand Sorre    |       | LREM       | LREM   | Bertrand Sorre      |       | LREM       | RE     |
| 3e              | Stéphane Travert  |       | LREM - TdP | LREM   | Stéphane Travert    |       | LREM - TdP | RE     |
| 4e              | Sonia Krimi       |       | LREM       | LREM   | Anna Pic            |       | PS         | SOC    |

### Résultats à l'échelle du département

#### Résultats par coalition
| Parti et coalition                                           | Parti et coalition                                           | Parti et coalition                                           | Premier tour | Premier tour | Premier tour | Second tour   | Second tour   | Second tour | Total Sièges  | +/-           |  |
| Parti et coalition                                           | Parti et coalition                                           | Parti et coalition                                           | Voix         | %            | Sièges       | Voix          | %             | Sièges      | Total Sièges  | +/-           |  |
| ------------------------------------------------------------ | ------------------------------------------------------------ | ------------------------------------------------------------ | ------------ | ------------ | ------------ | ------------- | ------------- | ----------- | ------------- | ------------- |  |
|                                                              |                                                              | La République en marche (LREM)                               | 51 962       | 27,61        | 0            | 75 312        | 43,62         | 2           | 2             | 1             |  |
|                                                              | Mouvement démocrate (MoDem)                                  | 7 421                                                        | 3,94         | 0            |              |               |               | 0           | en stagnation |               |  |
| Total Ensemble (ENS)                                         | Total Ensemble (ENS)                                         | 59 383                                                       | 31,55        | 0            | 75 312       | 43,62         | 2             | 2           | 1             |               |  |
|                                                              |                                                              | Parti socialiste (PS)                                        | 13 280       | 7,06         | 0            | 20 482        | 11,86         | 1           | 1             | 1             |  |
|                                                              | Parti communiste français (PCF)                              | 13 088                                                       | 6,95         | 0            | 21 751       | 12,60         | 0             | 0           | en stagnation |               |  |
|                                                              | La France insoumise (LFI)                                    | 8 949                                                        | 4,75         | 0            | 15 602       | 9,04          | 0             | 0           | en stagnation |               |  |
|                                                              | Europe Écologie Les Verts (EELV)                             | 8 265                                                        | 4,39         | 0            | 12 331       | 7,14          | 0             | 0           | en stagnation |               |  |
| Total Nouvelle Union populaire écologique et sociale (NUPES) | Total Nouvelle Union populaire écologique et sociale (NUPES) | 43 582                                                       | 23,16        | 0            | 70 166       | 40,64         | 1             | 1           | 1             |               |  |
|                                                              |                                                              | Les Républicains (LR)                                        | 28 638       | 15,22        | 0            | 27 166        | 15,74         | 1           | 1             | en stagnation |  |
|                                                              | Les Centristes (LC)                                          | 4 720                                                        | 2,51         | 0            |              |               |               | 0           | en stagnation |               |  |
| Total Union de la droite et du centre (UDC)                  | Total Union de la droite et du centre (UDC)                  | 33 358                                                       | 17,72        | 0            | 27 166       | 15,74         | 1             | 1           | en stagnation |               |  |
|                                                              | Rassemblement national (RN)                                  | Rassemblement national (RN)                                  | 33 139       | 17,61        | 0            |               |               |             | 0             | en stagnation |  |
|                                                              | Reconquête (REC)                                             | Reconquête (REC)                                             | 5 454        | 2,90         | 0            | 0             | Nv            |             |               |               |  |
|                                                              | Parti animaliste (PA)                                        | Parti animaliste (PA)                                        | 2 711        | 1,44         | 0            | 0             | en stagnation |             |               |               |  |
|                                                              | Lutte ouvrière (LO)                                          | Lutte ouvrière (LO)                                          | 2 068        | 1,10         | 0            | 0             | en stagnation |             |               |               |  |
|                                                              |                                                              | Les Patriotes (LP)                                           | 1 297        | 0,69         | 0            | 0             | Nv            |             |               |               |  |
|                                                              | Debout la France (DLF)                                       | 514                                                          | 0,27         | 0            | 0            | en stagnation |               |             |               |               |  |
| Total Union pour la France (UPF)                             | Total Union pour la France (UPF)                             | 1 811                                                        | 0,96         | 0            | 0            | en stagnation |               |             |               |               |  |
|                                                              | Écologie au centre (ÉAC)                                     | Écologie au centre (ÉAC)                                     | 1 466        | 0,78         | 0            | 0             | Nv            |             |               |               |  |
|                                                              | Le Mouvement de la ruralité (LMR)                            | Le Mouvement de la ruralité (LMR)                            | 1 372        | 0,73         | 0            | 0             | en stagnation |             |               |               |  |
|                                                              | Ensemble pour les libertés (EPL)                             | Ensemble pour les libertés (EPL)                             | 1 155        | 0,61         | 0            | 0             | Nv            |             |               |               |  |
|                                                              | Union des démocrates et indépendants (UDI) - hors accord UDC | Union des démocrates et indépendants (UDI) - hors accord UDC | 923          | 0,49         | 0            | 0             | en stagnation |             |               |               |  |
|                                                              | Sans étiquette (SE)                                          | Sans étiquette (SE)                                          | 1 792        | 0,95         | 0            | 0             | en stagnation |             |               |               |  |
|                                                              |                                                              |                                                              |              |              |              |               |               |             |               |               |  |
| Suffrages exprimés                                           | Suffrages exprimés                                           | Suffrages exprimés                                           | 188 214      | 97,80        |              | 172 644       | 92,94         |             |               |               |  |
| Votes blancs                                                 | Votes blancs                                                 | Votes blancs                                                 | 3 109        | 1,62         | 9 377        | 5,05          |               |             |               |               |  |
| Votes nuls                                                   | Votes nuls                                                   | Votes nuls                                                   | 1 119        | 0,58         | 3 736        | 2,01          |               |             |               |               |  |
| Total                                                        | Total                                                        | Total                                                        | 192 442      | 100          | 0            | 185 757       | 100           | 4           | 4             | en stagnation |  |
| Abstentions                                                  | Abstentions                                                  | Abstentions                                                  | 192 319      | 49,98        |              | 199 042       | 51,73         |             |               |               |  |
| Inscrits/Participation                                       | Inscrits/Participation                                       | Inscrits/Participation                                       | 384 761      | 50,02        | 384 799      | 48,27         |               |             |               |               |  |

#### Résultats par nuance
| Nuance                 | Nuance                                         | Nuance                 | Premier tour | Premier tour | Premier tour | Second tour | Second tour   | Second tour | Total Sièges | +/-           |  |
| Nuance                 | Nuance                                         | Nuance                 | Voix         | %            | Sièges       | Voix        | %             | Sièges      | Total Sièges | +/-           |  |
| ---------------------- | ---------------------------------------------- | ---------------------- | ------------ | ------------ | ------------ | ----------- | ------------- | ----------- | ------------ | ------------- |  |
|                        | Ensemble !                                     | ENS                    | 59 383       | 31,55        | 0            | 75 312      | 43,62         | 2           | 2            | 1             |  |
|                        | Nouvelle Union populaire écologique et sociale | NUP                    | 43 582       | 23,16        | 0            | 70 166      | 40,64         | 1           | 1            | 1             |  |
|                        | Rassemblement national                         | RN                     | 33 139       | 17,61        | 0            |             |               |             | 0            | en stagnation |  |
|                        | Les Républicains                               | LR                     | 28 638       | 15,22        | 0            | 27 166      | 15,74         | 1           | 1            | en stagnation |  |
|                        | Divers droite                                  | DVD                    | 6 092        | 3,24         | 0            |             |               |             | 0            | en stagnation |  |
|                        | Reconquête                                     | REC                    | 5 454        | 2,90         | 0            | 0           | Nv            |             |              |               |  |
|                        | Ecologistes                                    | ECO                    | 5 332        | 2,83         | 0            | 0           | en stagnation |             |              |               |  |
|                        | Divers extrême gauche                          | DXG                    | 2 068        | 1,10         | 0            | 0           | en stagnation |             |              |               |  |
|                        | Droite souverainiste                           | DSV                    | 1 811        | 0,96         | 0            | 0           | en stagnation |             |              |               |  |
|                        | Divers centre                                  | DVC                    | 1 303        | 0,69         | 0            | 0           | Nv            |             |              |               |  |
|                        | Union des démocrates et indépendants           | UDI                    | 923          | 0,49         | 0            | 0           | en stagnation |             |              |               |  |
|                        | Divers gauche                                  | DVG                    | 489          | 0,26         | 0            | 0           | en stagnation |             |              |               |  |
|                        |                                                |                        |              |              |              |             |               |             |              |               |  |
| Suffrages exprimés     | Suffrages exprimés                             | Suffrages exprimés     | 188 214      | 97,80        |              | 172 644     | 92,94         |             |              |               |  |
| Votes blancs           | Votes blancs                                   | Votes blancs           | 3 109        | 1,62         | 9 377        | 5,05        |               |             |              |               |  |
| Votes nuls             | Votes nuls                                     | Votes nuls             | 1 119        | 0,58         | 3 736        | 2,01        |               |             |              |               |  |
| Total                  | Total                                          | Total                  | 192 442      | 100          | 0            | 185 757     | 100           | 4           | 4            | en stagnation |  |
| Abstentions            | Abstentions                                    | Abstentions            | 192 319      | 49,98        |              | 199 042     | 51,73         |             |              |               |  |
| Inscrits/Participation | Inscrits/Participation                         | Inscrits/Participation | 384 761      | 50,02        | 384 799      | 48,27       |               |             |              |               |  |

### Cartes

Nuance politique des candidats arrivés en tête dans chaque commune au 1er tour.
Nuance politique des candidats arrivés en tête dans chaque commune au 2e tour.

### Résultats par circonscription

#### Première circonscription
Député sortant : Philippe Gosselin (Les Républicains).
| Candidat                 | Candidat                   | Parti et coalition       | Nuance                   | Premier tour | Premier tour | Second tour | Second tour |
| Candidat                 | Candidat                   | Parti et coalition       | Nuance                   | Voix         | %            | Voix        | %           |
| ------------------------ | -------------------------- | ------------------------ | ------------------------ | ------------ | ------------ | ----------- | ----------- |
|                          | Philippe Gosselin          | LR (UDC)                 | LR                       | 16 786       | 39,48        | 27 166      | 68,78       |
|                          | Guillaume Hédouin          | EÉLV (NUPES)             | NUP                      | 8 265        | 19,44        | 12 331      | 31,22       |
|                          | Laurent Pien               | MoDem (ENS)              | ENS                      | 7 421        | 17,46        |             |             |
|                          | Franck Simon               | RN                       | RN                       | 7 045        | 16,57        |             |             |
|                          | Victor Jan de Lagillardaie | REC                      | REC                      | 850          | 2,00         |             |             |
|                          | Jacques Poisson            | LMR                      | DVD                      | 739          | 1,74         |             |             |
|                          | Jérôme Louiche             | PA                       | ECO                      | 540          | 1,27         |             |             |
|                          | Olivia Lewi                | LO                       | DXG                      | 449          | 1,06         |             |             |
|                          | François Pasquier          | LP (UPF)                 | DSV                      | 420          | 0,99         |             |             |
|                          |                            |                          |                          |              |              |             |             |
| Votes valides            | Votes valides              | Votes valides            | Votes valides            | 42 515       | 98,25        | 39 497      | 95,25       |
| Votes blancs             | Votes blancs               | Votes blancs             | Votes blancs             | 548          | 1,27         | 1 427       | 3,44        |
| Votes nuls               | Votes nuls                 | Votes nuls               | Votes nuls               | 208          | 0,48         | 543         | 1,31        |
| Total                    | Total                      | Total                    | Total                    | 43 271       | 100          | 41 467      | 100         |
| Abstention               | Abstention                 | Abstention               | Abstention               | 44 260       | 50,56        | 46 074      | 52,63       |
| Inscrits / participation | Inscrits / participation   | Inscrits / participation | Inscrits / participation | 87 531       | 49,44        | 87 541      | 47,37       |

#### Deuxième circonscription
Député sortant : Bertrand Sorre (La République en marche).
| Candidat                 | Candidat                 | Parti et coalition       | Nuance                   | Premier tour | Premier tour | Second tour | Second tour |
| Candidat                 | Candidat                 | Parti et coalition       | Nuance                   | Voix         | %            | Voix        | %           |
| ------------------------ | ------------------------ | ------------------------ | ------------------------ | ------------ | ------------ | ----------- | ----------- |
|                          | Bertrand Sorre           | LREM (ENS)               | ENS                      | 20 620       | 42,62        | 28 279      | 64,44       |
|                          | Patrick Grimbert         | LFI (NUPES)              | NUP                      | 8 949        | 18,50        | 15 602      | 35,56       |
|                          | Marie-Françoise Kurdziel | RN                       | RN                       | 8 700        | 17,98        |             |             |
|                          | Erwan Toullec-Dufour     | LR (UDC)                 | LR                       | 3 860        | 7,98         |             |             |
|                          | Denis Féret              | REC                      | REC                      | 1 648        | 3,41         |             |             |
|                          | Florence Filuzeau        | ÉAC                      | ECO                      | 1 466        | 3,03         |             |             |
|                          | Anne-Marie Lair          | EPL                      | ECO                      | 1 155        | 2,39         |             |             |
|                          | Valérie Gouzien          | PA                       | ECO                      | 521          | 1,08         |             |             |
|                          | Cédric Bazincourt        | DLF (UPF)                | DSV                      | 514          | 1,06         |             |             |
|                          | Thomas Journel           | SE                       | DVG                      | 489          | 1,01         |             |             |
|                          | Mai Tran                 | LO                       | DXG                      | 456          | 0,94         |             |             |
|                          |                          |                          |                          |              |              |             |             |
| Votes valides            | Votes valides            | Votes valides            | Votes valides            | 48 378       | 97,36        | 43 881      | 92,22       |
| Votes blancs             | Votes blancs             | Votes blancs             | Votes blancs             | 932          | 1,88         | 2 573       | 5,41        |
| Votes nuls               | Votes nuls               | Votes nuls               | Votes nuls               | 379          | 0,76         | 1 128       | 2,37        |
| Total                    | Total                    | Total                    | Total                    | 49 689       | 100          | 47 582      | 100         |
| Abstention               | Abstention               | Abstention               | Abstention               | 47 279       | 48,76        | 49 401      | 50,94       |
| Inscrits / participation | Inscrits / participation | Inscrits / participation | Inscrits / participation | 96 968       | 54,24        | 96 983      | 49,06       |

#### Troisième circonscription
Député sortant : Stéphane Travert (La République en marche - Territoire de progrès).
| Candidat                 | Candidat                 | Parti et coalition       | Nuance                   | Premier tour | Premier tour | Second tour | Second tour |
| Candidat                 | Candidat                 | Parti et coalition       | Nuance                   | Voix         | %            | Voix        | %           |
| ------------------------ | ------------------------ | ------------------------ | ------------------------ | ------------ | ------------ | ----------- | ----------- |
|                          | Stéphane Travert         | LREM - TdP (ENS)         | ENS                      | 18 678       | 33,77        | 27 829      | 56,13       |
|                          | Gaëlle Vérove,           | PCF (NUPES)              | NUP                      | 13 088       | 23,66        | 21 751      | 43,87       |
|                          | Carmen Masson            | RN                       | RN                       | 10 274       | 18,58        |             |             |
|                          | Jean-René Binet          | LR (UDC)                 | LR                       | 7 992        | 14,45        |             |             |
|                          | Nadège Daniel            | REC                      | REC                      | 1 677        | 3,03         |             |             |
|                          | Stéphane Lavalley        | SE                       | DVC                      | 1 303        | 2,36         |             |             |
|                          | Marie-Agnès Caillaux     | LP (UPF)                 | DSV                      | 877          | 1,59         |             |             |
|                          | Agnès Ryst               | PA                       | ECO                      | 767          | 1,39         |             |             |
|                          | Laurence Derrey          | LO                       | DXG                      | 651          | 1,18         |             |             |
|                          |                          |                          |                          |              |              |             |             |
| Votes valides            | Votes valides            | Votes valides            | Votes valides            | 55 307       | 97,78        | 49 580      | 91,45       |
| Votes blancs             | Votes blancs             | Votes blancs             | Votes blancs             | 959          | 1,70         | 3 337       | 6,16        |
| Votes nuls               | Votes nuls               | Votes nuls               | Votes nuls               | 298          | 0,53         | 1 296       | 2,39        |
| Total                    | Total                    | Total                    | Total                    | 56 564       | 100          | 54 213      | 100         |
| Abstention               | Abstention               | Abstention               | Abstention               | 54 290       | 48,97        | 56 646      | 51,10       |
| Inscrits / participation | Inscrits / participation | Inscrits / participation | Inscrits / participation | 110 854      | 51,03        | 110 859     | 48,90       |

#### Quatrième circonscription
Député sortant : Sonia Krimi (La République en marche).
| Candidat                 | Candidat                 | Parti et coalition       | Nuance                   | Premier tour | Premier tour | Second tour | Second tour |
| Candidat                 | Candidat                 | Parti et coalition       | Nuance                   | Voix         | %            | Voix        | %           |
| ------------------------ | ------------------------ | ------------------------ | ------------------------ | ------------ | ------------ | ----------- | ----------- |
|                          | Anna Pic                 | PS (NUPES)               | NUP                      | 13 280       | 31,61        | 20 482      | 51,61       |
|                          | Sonia Krimi              | LREM (ENS)               | ENS                      | 12 664       | 30,14        | 19 204      | 48,39       |
|                          | Éric Fouace              | RN                       | RN                       | 7 120        | 16,95        |             |             |
|                          | Camille Margueritte      | LC (UDC)                 | DVD                      | 4 720        | 11,23        |             |             |
|                          | Yann Da Cruz-Legeleux    | REC                      | REC                      | 1 279        | 3,04         |             |             |
|                          | Nicolas Calluaud         | UDI                      | UDI                      | 923          | 2,20         |             |             |
|                          | Laure Jean               | PA                       | ECO                      | 883          | 2,10         |             |             |
|                          | Marine Dauge             | LMR                      | DVD                      | 633          | 1,51         |             |             |
|                          | Abdelkader Benramdane    | LO                       | DXG                      | 512          | 1,22         |             |             |
|                          |                          |                          |                          |              |              |             |             |
| Votes valides            | Votes valides            | Votes valides            | Votes valides            | 42 014       | 97,89        | 39 686      | 93,39       |
| Votes blancs             | Votes blancs             | Votes blancs             | Votes blancs             | 670          | 1,56         | 2 040       | 4,80        |
| Votes nuls               | Votes nuls               | Votes nuls               | Votes nuls               | 234          | 0,55         | 769         | 1,81        |
| Total                    | Total                    | Total                    | Total                    | 42 918       | 100          | 42 495      | 100         |
| Abstention               | Abstention               | Abstention               | Abstention               | 46 490       | 52,00        | 46 921      | 52,47       |
| Inscrits / participation | Inscrits / participation | Inscrits / participation | Inscrits / participation | 89 408       | 48,00        | 89 416      | 47,53       |